# Тупак: Възкресение
„Тупак: Възкресение“ (на английски: Tupac: Resurrection) е американски документален филм от 2003 г. за живота и смъртта на рапъра Тупак Шакур. Филмът, режисиран от Лорън Лазин и пуснат от Paramount Pictures, е разказан от самия Тупак Шакур. Филмът се излъчи по кината на 16 декември 2003 г. до 21 декември 2003 г., и е номиниран за „Оскар“ за най-добър документален филм.